# Trichoniscus maremmanus
Trichoniscus maremmanus is een pissebed uit de familie Trichoniscidae. De wetenschappelijke naam van de soort is voor het eerst geldig gepubliceerd in 1995 door Stefano Taiti & Franco Ferrara.